# Issuu
issuu는 매거진, 카탈로그, 신문 또는 다른 발행물을 위한 무료 전자 출판 플랫폼이다. 

## 기능
- Issuu 리더
- 저장소 & 개인
- 유통
- 사이트 통합
- 개인화

## 같이 보기
- 스크리브드